# Quand explose la dernière grenade
Pour plus de détails, voir Fiche technique et Distribution.
Quand explose la dernière grenade (Quando suona la campana) est un film de guerre italien réalisé par Luigi Batzella et sorti en 1970.
De nombreuses scènes de ce film ont été réutilisées dans le film d'exploitation Holocauste nazi (Armes secrètes du IIIe Reich) du même réalisateur, sorti en 1977.

## Synopsis
Quelques années après la Seconde Guerre mondiale, Burger se rend à San Gasparre pour revoir certains lieux où il a vécu plusieurs aventures de guerre. L'aimable prêtre du village lui parle du partisan Tego, qui a fait sauter un pont et qui, avec son camarade Caronte, attendait ensuite un message d'une femme, Marisa, pour le compte du chef de la résistance Moreno. Les personnes qui attendaient ont toutefois été débusquées par les Allemands ; Don Vincenzo, le curé de l'époque, aurait encore tenté de prévenir les combattants, mais aurait été arrêté. Au cours de ses pérégrinations dans la région, Burger trouve quelques personnes qui présentent Tego sous un jour moins héroïque.

## Fiche technique
- Titre français : Quand explose la dernière grenade ou Quand siffle la dernière balle[1]
- Titre original italien : Quando suona la campana[2]
- Réalisation : Luigi Batzella
- Scénario : Luigi Batzella
- Photographie : Ugo Brunelli
- Montage : Luigi Batzella
- Musique : Luigi Batzella
- Costumes : Giuliana Serano
- Maquillage : Carlo Renzini
- Société de production : Marina Cine Film
- Pays de production :  Italie
- Langue originale : italien
- Format : Couleur • Son mono • 35 mm
- Durée : 87 minutes (1 h 27)
- Genre : Film de guerre
- Dates de sortie :
  - Italie : 26 mai 1970
  - France : 21 janvier 1976

## Distribution
- Brad Harris : Don Vincenzo
- Brigitte Skay : Dorina
- Gino Turini (sous le nom de « John Turner ») : Tego
- Alfredo Rizzo : Moreno
- Edilio Kim : Le nazi
- Marina Lando : Marisa